# 馮涵清
馮 涵清（ふう かんせい）は、中華民国、満州国の政治家。字は汁青。

## 事績

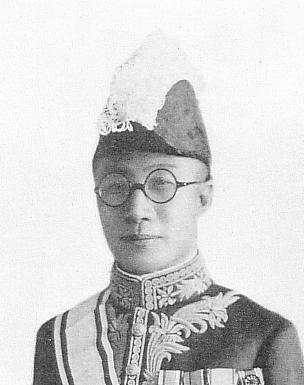
『満洲建国十年史』(1942年)

最初は華北各省の地方法院で役職に就いた。後に北京政府陸軍総執法処秘書長、同処長を歴任する。次いで京奉鉄路局に転任し、総務処処長、同局長をつとめた。さらに、交通総司令部執法処処長にも任命されている。
1931年（民国20年）に満州事変（九・一八事変）が発生すると、馮涵清は関東軍の支持により、奉天省実業庁庁長に任命された。翌1932年（大同元年）3月9日、満州国が正式に成立し、翌10日、馮は満州国国務院の司法部総長に起用された。1934年（康徳元年）の満洲帝国成立とともに司法部が改組されたが、引き続き司法部大臣として留任している。
1937年（康徳4年）5月7日、馮涵清は司法大臣から退任。同月中に満州重工業開発株式会社副総裁となり、また満州国協和会中央委員も委嘱された。1942年（康徳9年）11月、東亜経済懇談会（会長：小倉正恒）満州本部長として来日した。
満州国崩壊直後の1945年8月下旬、満洲重工業開発総裁・高碕達之助に馮涵清は同社副総裁として随従し、ソ連のザバイカル戦線副司令官である大将ミハイル・コワリョフと会談した。最終的な馮の行方は不詳である。

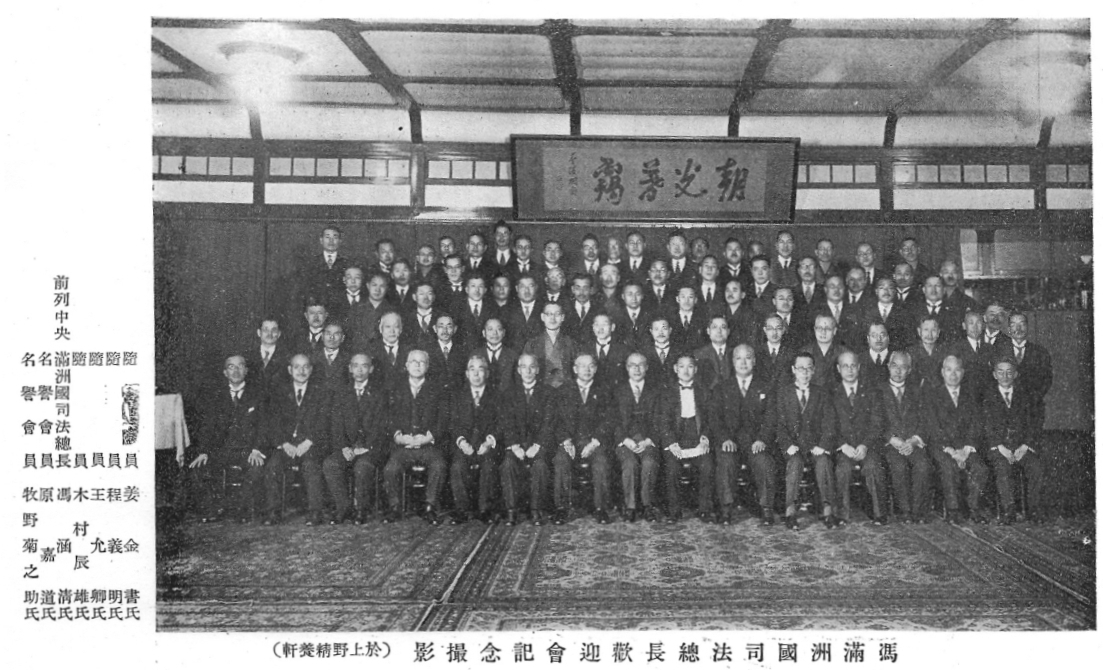
帝国弁護士会は上野精養軒で司法部総長歓迎会を開催した。馮から左へ枢密院原嘉道、大審院牧野菊之助。

## 注
1. ↑  「満州政府の閣員 昨日正式に発表」『東京朝日新聞』昭和7年（1932年）3月11日。
2. ↑  「満州国内閣改造きょう発表、六大官勇退」『東京朝日新聞』1937年5月8日夕刊。
3. ↑  「建国の柱石 来朝諸氏来歴」『朝日新聞』1942年3月15日夕刊。なお、満蒙資料協会編（1943）、928頁は、満洲重工業開発副総裁に就任したのは、康徳4年12月のこととし、また、新京統制経済協力会会長にも就任したとしている
4. ↑  「東亜経済懇談会 きょうから開催」『朝日新聞』1942年11月26日。
5. ↑  副総裁の地位には、7 年以上在任していたことになる。
6. ↑  高碕、203頁。